# Durstlöscher (Band)

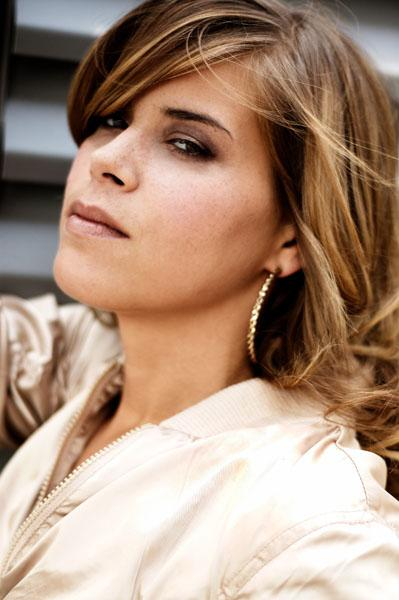
Melbeatz

Durstlöscher ist ein Danceprojekt, das aus Melbeatz und Alex Prince besteht.

## Geschichte
2011 kündigte Melbeatz, die sich bislang vor allem einen Namen als Hip-Hop-Produzentin gemacht hatte, das Projekt „Durstlöscher“ an. Vor allem durch ihre Position als „Hausproduzentin“ von Kool Savas fühlte sie sich zunehmend limitiert. So begann sie, schnellere Beats zu produzieren, zumal ihr Interesse an elektronischer Musik schon lange bestanden hatte. Nach eigenen Angaben befürchtete sie anfangs, ihr Ansehen in der Hip-Hop-Szene könne durch diesen Stilwechsel leiden. Zwischenzeitlich lernte sie die Sängerin Alex Prince kennen, die ab Ende der 1990er Jahre als Künstlerin von Booya-Music um dem Rapper Nana in Erscheinung getreten war.
2012 erschien die erste Durstlöscher-Single Tanz bis zu Ende, gefolgt von Druck im Club sowie dem Album Feierbiester.

## Stil
Durstlöscher bezeichnen ihren Stil als „N.D.E.“ (Neuer Deutscher Elektro). Melbeatz verglich den Stil des Projekts mit Kraftwerk und legte dar, dass die Beats bei diesem Projekt in der Regel bei mindestens 130 Beats per minute liegen. Der Gesang ist minimalistisch gehalten und wird von Alex Prince beigesteuert. An der Musik sowie den Texten wirken beide Projektmitglieder mit. Die beiden Musikerinnen präsentieren sich im Rahmen ihres Projektes in bunten, zum Teil ausgefallenen Outfits.